# كيرن كيلي
كيرن كيلي (بالإنجليزية: Kieran Kelly)‏ هو فارس أيرلندي، ولد في 25 يونيو 1978، وتوفي في 12 أغسطس 2003.